# Medaurus
Medaurus oder gr. Medauros war ein illyrischer Kriegsgott. Er wurde als Reiter mit einer Lanze dargestellt.
Medaurus war die Schutzgottheit der dalmatinischen Stadt Risinium im heutigen Montenegro.
Der Kult des Medaurus ist auch in der nordafrikanischen Stadt Lambaesis durch eine Inschrift im Asklepiostempel bezeugt. 
In einer Grotte beim Kap von Santa Maria di Leuca (Provinz Lecce) erwähnt eine Inschrift die nach illyrischen Gottheiten benannten liburnischen Schiffe Medaurus und Rhedon.